# Roy Black
Roy Black, pseudonimo di Gerhard Höllerich (Straßberg, 25 gennaio 1943 – Heldenstein, 9 ottobre 1991), è stato un cantante e attore tedesco.
Cantante dedito principalmente ai generi pop-Schlager e in attività a partire dalla metà degli anni sessanta, nel corso della sua carriera, pubblicò una ventina di album in studio, vendendo 25 milioni di dischi Tra i suoi singoli di maggiore successo, figurano Bleib bei mir (rimani con me), Dein schönstes Geschenk (il tuo più bel regalo) , Du bist nicht allein (non sei sola), Ganz in weiß (tutta in bianco), Wie ein Stern am Horizont (come una stella all'orizzonte), ecc.
In televisione, apparve, tra l'altro, nella serie televisiva Ein Schloß am Wörthersee (un castello sul lago Wörthersee).

## Biografia

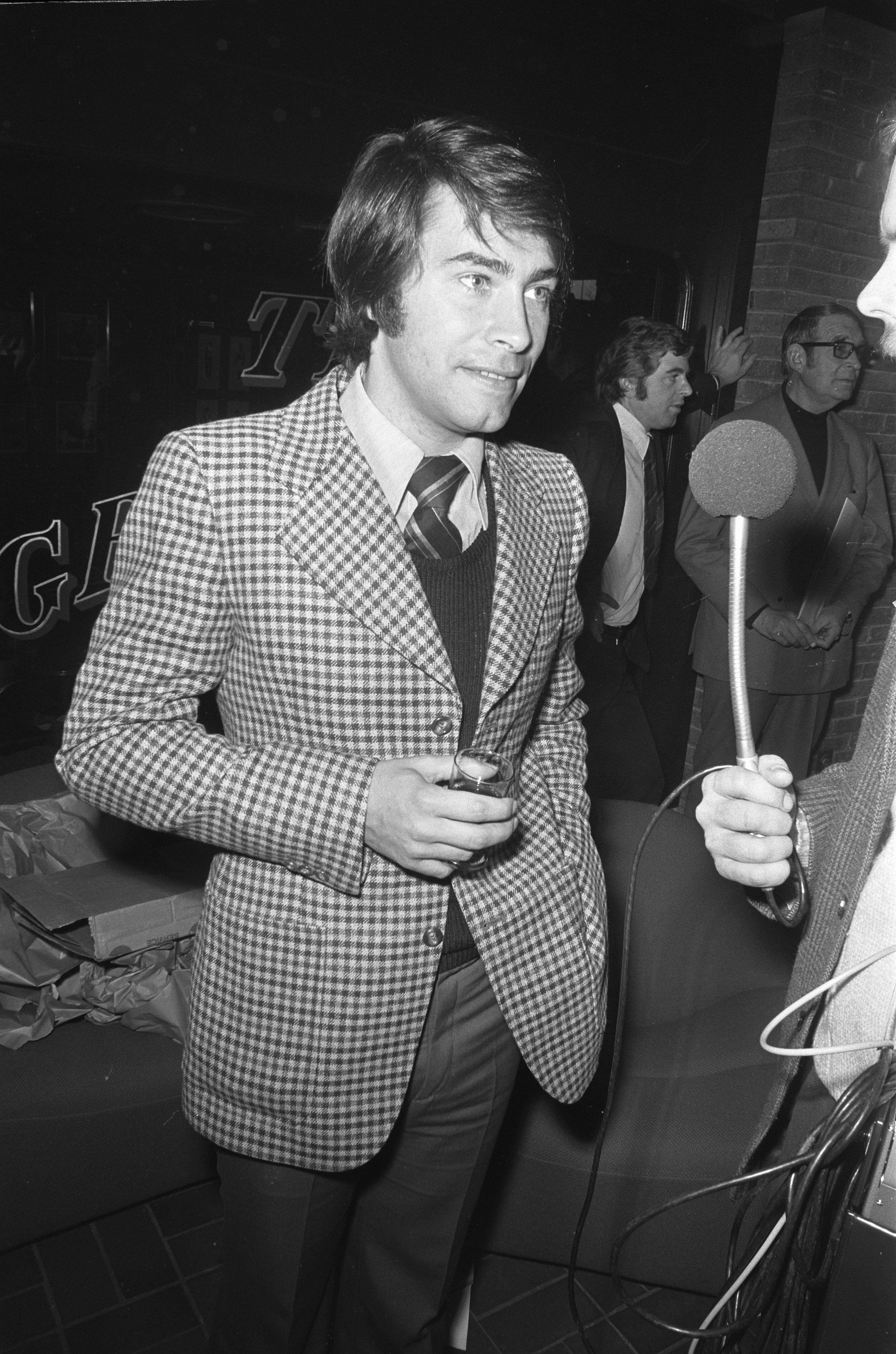
Roy Black nel 1972

Gerhard Höllerich, in seguito noto con il nome d'arte di Roy Black, nasce a Straßberg (Bobingen), in Baviera, il 25 gennaio 1943. I suoi genitori erano Gerhard ed Elisabeth Höllerich.
Gerhard Höllerich mostra il proprio talento per la musica già all'età di 15 anni e, a 20 anni, in occasione del Carnevale del 1963 , si esibisce in un locale di Augusta, il "Charlys Affenstall", assieme al gruppo The Honkey Tonks.
Nel settembre dello stesso anno, fonda il gruppo Roy Black and the Cannons. Lo pseudonimo Roy Black gli è ispirato in parte dal nome del suo idolo, Roy Orbison e in parte dal colore scuro dei suoi capelli.
Nel 1964, assieme al proprio gruppo, The Cannaons, partecipa ad un concerto ad Augusta. Nel corso di questo concerto, viene scoperto dal produttore discografico Hans Bertram.
Dopo alcuni dischi di scarso successo, ottiene la ribalta grazie ai singoli Du bist nicht allein e soprattutto Ganz in weiß, pubblicato nella primavera del 1966, che in Germania vende 2,5 milioni di copie.
Nel 1968, fa il proprio debutto sul grande schermo, interpretando il ruolo di Nick Dreamer, nel film, diretto da Rolf Olsen ed August Rieger, Paradies der flotten Sünder (Il paradiso degli svelti peccatori) .
Nel 1971, incide assieme ad Anita Hegerland, cantante di dieci anni, il singolo Schön ist es auf der Welt zu sein (è bello essere al mondo). La pubblicazione di questo disco coincide però con la rottura con i propri produttori discografici, in seguito alla quale Roy Black rimarrà per 2 anni lontano dalle scene.
Nel frattempo, il 3 aprile 1974 sposa l'ex-modella, nonché redattrice della rivista BRAVO, Silke Vagts.
Nel 1989, entra nel cast della serie televisiva di RTL Television Ein Schloß am Wörthersee, dove interpreterà per 20 episodi il ruolo di Lennie Berger.
Muore per un arresto cardiaco nella sua casetta per la pesca di il 9 ottobre 1991, lasciando orfana la figlia Nathalie, di appena un mese (avuta dalla compagna Carmen Böhning).

## Discografia parziale

### Album
- 1964: The Last Rock'n'Roll Show (live: con The Cannons)
- 1966: Roy Black
- 1966: Good Night My Love
- 1967: Roy Black 2
- 1967: Bleib Bei Mir
- 1968: Ich denk' an Dich
- 1968: Sag Du zu mir
- 1968: Nur Für Dich
- 1968: Weihnachten Bin Ich Zu Haus
- 1968: In Deinen Augen
- 1969: Ich hab' Dich lieb
- 1969: Concerto d'amour
- 1969: Ein Abend mit Roy Black (live)
- 1969: Live-Aufnahme Seiner Zweiten Großen Tournee
- 1969: Sei Lieb Zu Mir
- 1970: Im Land der Lieder
- 1970: Für Dich allein
- 1970: Seine großen Erfolge
- 1970: Mein Schönstes Wunschkonzert
- 1971: Wo bist Du?
- 1971: Eine Liebesgeschichte
- 1972: Träume in Samt und Seide
- 1972: Wunderbar ist die Welt
- 1972: Schön ist es, auf der Welt zu sein
- 1973: Grün ist die Heide
- 1973: Hier und mit Dir
- 1973: Roy Black und seine 11 Löwen von Radio Luxemburg
- 1973: Verliebt und froh und heiter
- 1974: Roy Black und die Fischer-Chöre
- 1976: Liebe wie sie Dir gefällt
- 1977: Ganz in weiß
- 1977: In Gold
- 1977: Gestern - Heute
- 1978: Stargala
- 1978: Neue Lieder
- 1986: Herzblut
- 1988: Schwarz auf weiß
- 1988: Wer Gefühle Zeigt – 20 Liebeslieder
- 1989: Ein Hauch von Sinnlichkeit
- 1989: Festliche Weihnachten mit Roy Black
- 1990: Zeit für Zärtlichkeit
- 1990: Ganz in weiß
- 1991: Rosenzeit
- 1991: Für dich allein
- 1992: Samtweich
- 1992: Erinnerungen an Roy Black 1965–1968
- 1992: Erinnerungen an Roy Black 1969–1970
- 1992: Erinnerungen an Roy Black 1971–1974
- 1992: Erinnerungen an Roy Black 1976–1979
- 1992: Mein Traum
- 2001: Halt mich in Erinnerung
- 2001: Unvergänglich – Das Beste 2001

## Filmografia parziale

### Attore
- Paradies der flotten Sünder, regia di Rolf Olsen e August Rieger (1968)
- Unser Doktor ist der Beste, regia di Harald Vock (1969)
- Love story a Bangkok (Wenn du bei mir bist), regia di Franz Josef Gottlieb (1970)
- Hilfe, ich liebe Zwillinge (1969)
- Wer zuletzt lacht, lacht am besten (1971)
- Wenn mein Schätzchen auf die Pauke haut (1971)
- Kinderarzt Dr. Fröhlich (1972)
- Grün ist die Heide (1973)
- Alter Kahn und junge Liebe (1973)
- Glücksspirale - Start ins Glück - filmTV (1973)
- Ein Schloß am Wörthersee - serie TV, 20 episodi (1990-1991)

## Premi e riconoscimenti (lista parziale)

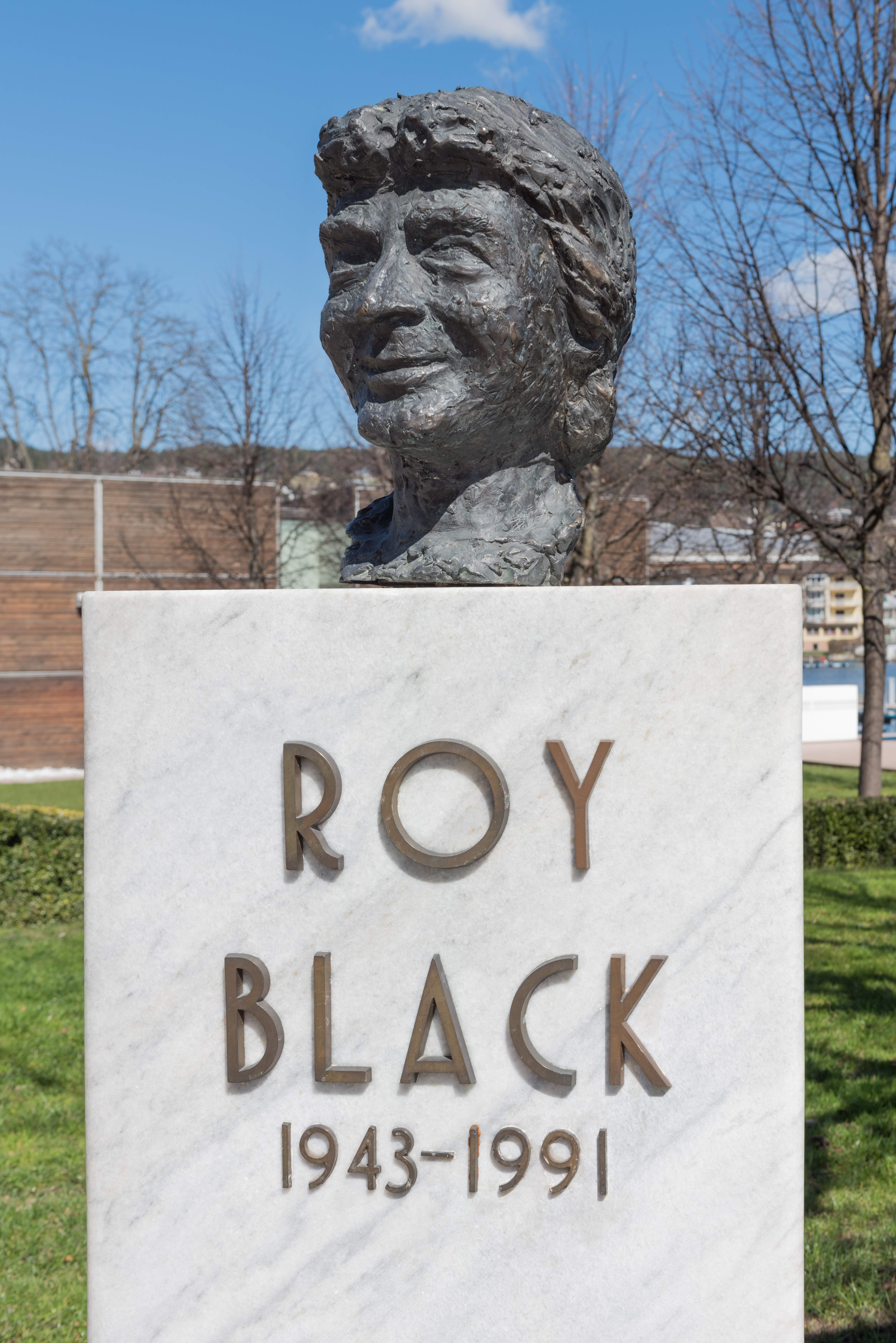
Busto di Roy Black eretto a Velden am Wörther See, Carinzia, Austria

- 1966: BRAVO Otto in bronzo
- 1967: BRAVO Otto d'oro
- 1968: Goldene Europa
- 1970: BRAVO Otto d'oro
- 1970: Leone d'oro di Radio Luxemburg
- 1972: Krawattenmann des Jahres
- 1977: Silberne Drehorgel
- 1980: Medaglia Hermann Löns
- 1981: Goldene Stimmgabel

## Roy Black nella cultura di massa
- Il 9 ottobre 1996 esce un film biografico dedicato al cantante, Du bist nicht allein - Die Roy Black Story, con Christoph Walz nel ruolo di Roy Black[2]